# LASK Linz w europejskich pucharach
Występy w europejskich pucharach austriackiego klubu piłkarskiego LASK Linz.
Legenda do wszystkich tabel:
- Q – runda eliminacyjna, 1/16, 1/8, 1/4, 1/2 – odpowiednia faza rozgrywek, Grupa – runda grupowa, 1r gr – pierwsza runda grupowa, 2r gr – druga runda grupowa, F – finał, R – runda, PO – play-off
- k. – rzuty karne, los. – losowanie, Dogr. – dogrywka, w. – zasada bramek strzelonych na wyjeździe

## Wykaz spotkań pucharowych

### 1963–2000
| Sezon     | Rozgrywki                 | Runda   | Przeciwnik         | Dom | Wyjazd   | Ogólnie    |
| --------- | ------------------------- | ------- | ------------------ | --- | -------- | ---------- |
| 1963/64   | Puchar Zdobywców Pucharów | 1R      | Dinamo Zagrzeb     | 1–0 | 0–1, 1–1 | 1–1, los.  |
| 1965/66   | Puchar Europy             | 1R      | Górnik Zabrze      | 1–3 | 1–2      | 2–5        |
| 1969/70   | Puchar Miast Targowych    | 1R      | Sporting CP        | 2–2 | 0–4      | 2–6        |
| 1977/78   | Puchar UEFA               | 1R      | Újpest FC          | 3–2 | 0–7      | 3–9        |
| 1980/81   | Puchar UEFA               | 1R      | Radnički Nisz      | 1–2 | 1–4      | 2–6        |
| 1984/85   | Puchar UEFA               | 1R      | Östers IF          | 1–0 | 1–0      | 2–0        |
| 1984/85   | Puchar UEFA               | 2R      | Dundee United      | 1–2 | 1–5      | 2–7        |
| 1985/86   | Puchar UEFA               | 1R      | Banik Ostrawa      | 2–0 | 1–0      | 3–0        |
| 1985/86   | Puchar UEFA               | 2R      | Inter Mediolan     | 1–0 | 0–4      | 1–4        |
| 1986/87   | Puchar UEFA               | 1R      | Widzew Łódź        | 1–1 | 0–1      | 1–2        |
| 1987/88   | Puchar UEFA               | 1R      | FC Utrecht         | 0–0 | 0–2      | 0–2        |
| 1995      | Puchar Intertoto          | Grupa 6 | Partick Thistle    | 2–2 |          | 2. miejsce |
| 1995      | Puchar Intertoto          | Grupa 6 | NK Zagreb          |     | 0–0      | 2. miejsce |
| 1995      | Puchar Intertoto          | Grupa 6 | ÍBK Keflavík       | 2–1 |          | 2. miejsce |
| 1995      | Puchar Intertoto          | Grupa 6 | FC Metz            |     | 0–1      | 2. miejsce |
| 1996      | Puchar Intertoto          | Grupa 2 | Djurgårdens IF     | 2–0 |          | 1.miejsce  |
| 1996      | Puchar Intertoto          | Grupa 2 | B68 Toftir         |     | 4–0      | 1.miejsce  |
| 1996      | Puchar Intertoto          | Grupa 2 | Apollon Limassol   | 2–0 |          | 1.miejsce  |
| 1996      | Puchar Intertoto          | Grupa 2 | Werder Brema       |     | 3–1      | 1.miejsce  |
| 1996      | Puchar Intertoto          | 1/2     | Rotor Wołgograd    | 2–2 | 0–5      | 2–7        |
| 1999/2000 | Puchar UEFA               | 1R      | Steaua Bukareszt   | 1–3 | 0–2      | 1–5        |
| 2000      | Puchar Intertoto          | 1R      | Hapoel Petah Tikwa | 3–0 | 1–1      | 4–1        |
| 2000      | Puchar Intertoto          | 2R      | 1. FK Příbram      | 1–1 | 2–3      | 3–4        |

### 2001–2020
| Sezon   | Rozgrywki     | Runda   | Przeciwnik        | Dom | Wyjazd | Ogólnie    |
| ------- | ------------- | ------- | ----------------- | --- | ------ | ---------- |
| 2018/19 | Liga Europy   | 2Q      | Lillestrøm SK     | 4–0 | 2–1    | 6–1        |
| 2018/19 | Liga Europy   | 3Q      | Beşiktaş JK       | 2–1 | 0–1    | 2–2, w.    |
| 2019/20 | Liga Mistrzów | 3Q      | FC Basel          | 3–1 | 2–1    | 5–2        |
| 2019/20 | Liga Mistrzów | PO      | Club Brugge       | 0–1 | 1–2    | 1–3        |
| 2019/20 | Liga Europy   | Grupa D | Rosenborg         | 1–0 | 2–1    | 1. miejsce |
| 2019/20 | Liga Europy   | Grupa D | Sporting CP       | 3–0 | 1–2    | 1. miejsce |
| 2019/20 | Liga Europy   | Grupa D | PSV Eindhoven     | 4–1 | 0–0    | 1. miejsce |
| 2019/20 | Liga Europy   | 1/16    | AZ Alkmaar        | 2–0 | 1–1    | 3–1        |
| 2019/20 | Liga Europy   | 1/8     | Manchester United | 0–5 | 1–2    | 1–7        |

### 2021–
| Sezon   | Rozgrywki               | Runda       | Przeciwnik               | Dom     | Wyjazd  | Ogólnie     |
| ------- | ----------------------- | ----------- | ------------------------ | ------- | ------- | ----------- |
| 2020/21 | Liga Europy             | 3Q          | DAC 1904 Dunajská Streda | 7–0 (D) | 7–0 (D) | 7–0 (D)     |
| 2020/21 | Liga Europy             | PO          | Sporting CP              | 4–1 (W) | 4–1 (W) | 4–1 (W)     |
| 2020/21 | Liga Europy             | Grupa J     | Tottenham Hotspur        | 3–3     | 0–3     | 3. miejsce  |
| 2020/21 | Liga Europy             | Grupa J     | Łudogorec Razgrad        | 4–3     | 3–1     | 3. miejsce  |
| 2020/21 | Liga Europy             | Grupa J     | Royal Antwerp            | 0–2     | 1–0     | 3. miejsce  |
| 2021/22 | Liga Konferencji Europy | 3Q          | Vojvodina                | 6–1     | 1–0     | 7–1         |
| 2021/22 | Liga Konferencji Europy | PO          | St. Johnstone            | 1–1     | 2–0     | 3–1         |
| 2021/22 | Liga Konferencji Europy | Grupa A     | HJK                      | 3–0     | 2–0     | 1. miejsce  |
| 2021/22 | Liga Konferencji Europy | Grupa A     | Maccabi Tel Awiw         | 1–1     | 1–0     | 1. miejsce  |
| 2021/22 | Liga Konferencji Europy | Grupa A     | Alaszkert Erywań         | 2–0     | 3–0     | 1. miejsce  |
| 2021/22 | Liga Konferencji Europy | 1/8         | Slavia Praga             | 4–3     | 1–4     | 5–7         |
| 2023/24 | Liga Europy             | PO          | Zrinjski Mostar          | 2–1     | 1–1     | 3–2         |
| 2023/24 | Liga Europy             | Grupa E     | Liverpool                | 1–3     | 0–4     | 4. miejsce  |
| 2023/24 | Liga Europy             | Grupa E     | Royale Union             | 3–0     | 1–2     | 4. miejsce  |
| 2023/24 | Liga Europy             | Grupa E     | Toulouse                 | 1–2     | 0–1     | 4. miejsce  |
| 2024/25 | Liga Europy             | PO          | FCSB                     | 1–1     | 0–1     | 1–2         |
| 2024/25 | Liga Konferencji        | Faza ligowa | ACF Fiorentina           | 0–7 (W) | 0–7 (W) | 35. miejsce |
| 2024/25 | Liga Konferencji        | Faza ligowa | Djurgårdens IF           | 2–2 (D) | 2–2 (D) | 35. miejsce |
| 2024/25 | Liga Konferencji        | Faza ligowa | Olimpija Lublana         | 0–2 (W) | 0–2 (W) | 35. miejsce |
| 2024/25 | Liga Konferencji        | Faza ligowa | Cercle Brugge            | 0–0 (D) | 0–0 (D) | 35. miejsce |
| 2024/25 | Liga Konferencji        | Faza ligowa | Borac Banja Luka         | 1–2 (W) | 1–2 (W) | 35. miejsce |
| 2024/25 | Liga Konferencji        | Faza ligowa | Víkingur Reykjavík       | 1–1 (D) | 1–1 (D) | 35. miejsce |